# Antonio Catalano (1560-1630)
Ne doit pas être confondu avec Antonio Catalano (1583-1666).

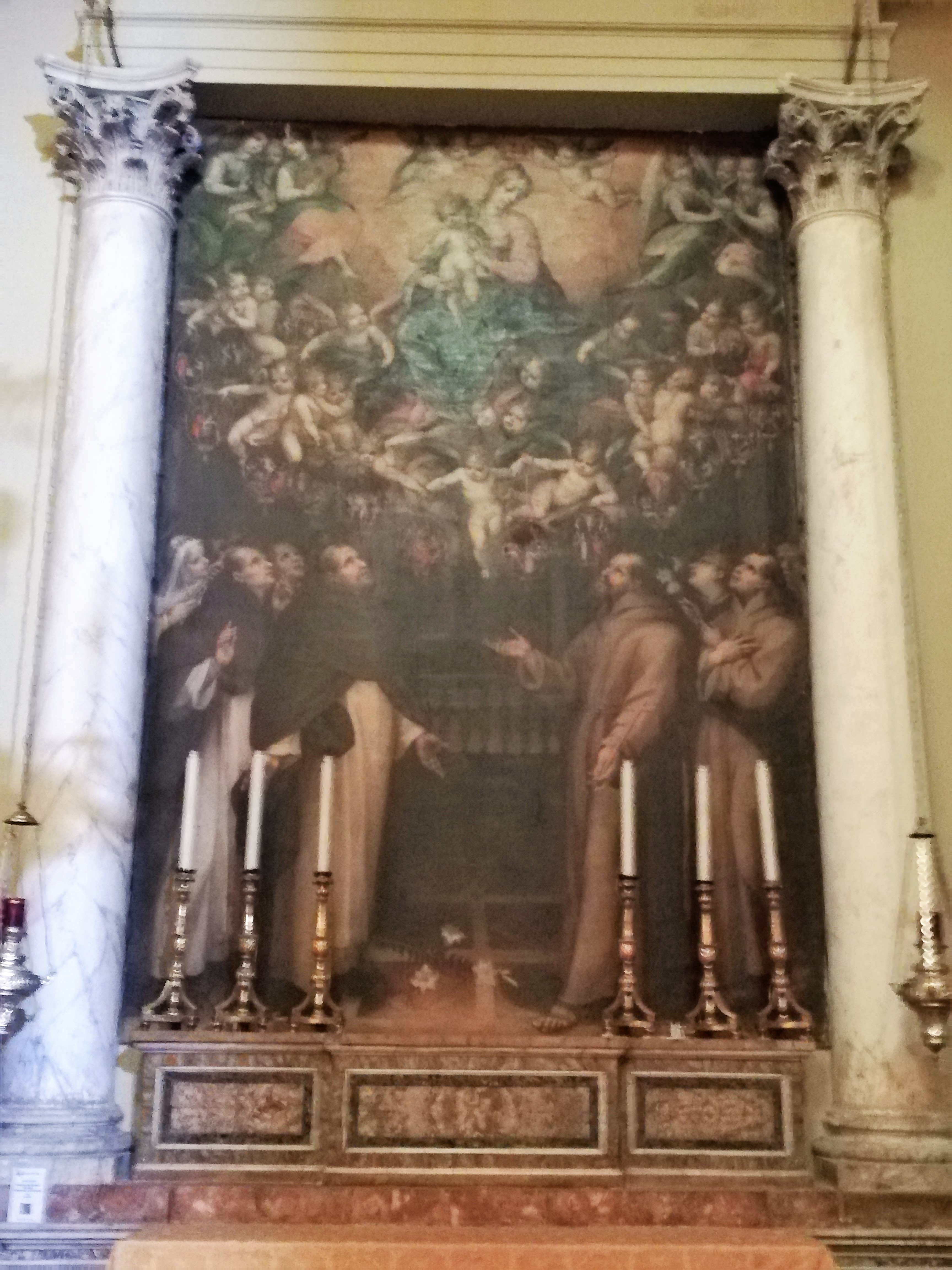
Représentation de la Vierge Marie par Antonio Catalano

Antonio Catalano, dit le Vieux ou l'Ancien, né à Messine vers 1560 et y serait mort en 1630, est un peintre maniériste italien qui fut actif en Sicile.

## Biographie
Antonio Catalano appelé l'Ancien ou le Vieux afin de le différencier de son fils Antonino est né à Messine vers 1560, comme l'atteste Francesco Susinno. D'origine modeste, il a d'abord travaillé comme cordonnier comme son père puis a commencé son apprentissage de l'art de la peinture avec le napolitain Deodato Guinaccia, mais il s'est également intéressé à la personnalité la plus importante qui travaillait à Messine à cette époque, à savoir Polidoro da Caravaggio. Cet intérêt est confirmé par la copie qu'il a faite de la Nativité de Polidoro, autrefois dans l'église de Santa Maria d'Altobasso et conservée au musée régional de Messine . Il rentre au service d'un peintre jésuite et le suit à Rome.
En 1598 il retourne en Sicile, puis à Malte où il réalise Le mariage de Sainte Catherine pour l'église des pères Osservanza et à Cefalù (Vierge et Sainte Anne pour l'église des pères Conventuels). À Acireale, sur un autel de la cathédrale d'Acireale se trouve  une Vierge du Rosaire, signée et datée de 1600 ; à Castelbuono, dans l'église des Capucins, une Vierge et des anges ; une toile de sujet similaire se trouve à Sant'Angelo di Brolo dans l'église de San Francesco. D'autres de ses œuvres sont conservées à Castanea, Taormine et Alì.
À Messine, peu de choses ont échappé aux destructions dues aux tremblements de terre et à la guerre. Les tableaux ayant survécu sont conservés au musée national de Messine comme la toile avec la Vierge, san Placido et d'autres saints provenant de l'église Santa Maria dell'Indirizzo, et la Vierge des anges avec les saints Francesco et Chiara, provenant de l'église Santa Chiara, signée et datée (Ant. Catalanus pictor messanesis pingebat 1604). 
En dehors de la Sicile, une peinture sur bois représentant l'Annonciation, datant d'environ 1598 est conservée dans l'église Maria santissima Annunziata de Sant'Alessio in Aspromonte (Reggio de Calabre).
Antonio Catalano est aussi l'auteur de nombreux dessins du style de Polidoro da Caravaggio, au point d'être confondu. Il était  également un collectionneur des dessins de Polidoro, qui furent dispersés en 1666 à la mort de son fils Antonino, son héritier.
Selon l'historie de l'art Francesco Susinno, Antonio  Catalano serait à Messine en 1630 et enterré dans l'église de la Confrérie san Rocco. Néanmoins Giuseppe Buonfiglio, qui a publié son Historia siciliana  en 1604, affirme que Catalano était déjà mort à cette date. Le fait qu'aucune des œuvres survivantes ne soit datée d'après 1604 constitue un élément en faveur de cette seconde hypothèse.